# Île Pourquoi-pas
Pour les articles homonymes, voir Pourquoi pas.
L'île Pourquoi-pas est une île montagneuse de la péninsule Antarctique, mesurant 27 km de long pour 18 km de large. Elle est située entre le fjord Bigourdan et le fjord Bourgeois, entre la côte ouest de la terre de Graham et l'île Adélaïde.
Elle fut découverte par l'expédition française en Antarctique (1908-1910) dirigée par Jean-Baptiste Charcot. L'île fut cartographiée plus précisément par l'expédition British Graham Land (1934-1937) dirigée par John Riddoch Rymill, qui l'a nommée d'après le nom du navire de l'expédition de Charcot, le Pourquoi-Pas ?.